# Bolognai folyamat

A bolognai folyamat logója

A bolognai folyamat az Európai Felsőoktatási Térség létrehozását célzó független, kormányközi reformfolyamat.
Nevét a Bolognai Nyilatkozatról kapta, amelyet huszonkilenc európai ország felsőoktatásért felelős minisztere írt alá az olaszországi Bologna városában, 1999. június 19-én. Mára negyvennyolc ország csatlakozott hozzá, amelyek mindegyike aláírója az Európa Tanács Európai Kulturális Egyezményének is, és elkötelezett a közös célok mellett (ezeket lásd lent). A bolognai folyamat fontos jellemzője és sikerének kulcsa, hogy az egyes országok kormányzata mellett részt vesz benne az Európai Bizottság, az Európa Tanács, az UNESCO CEPES (az ENSZ Nevelésügyi, Tudományos és Kulturális Szakosított Szervezetének Európai Felsőoktatási Központja), valamint a felsőoktatási intézmények, a hallgatók, a felsőoktatásban dolgozó oktatók és kutatók, a munkaadók és a minőségbiztosítási ügynökségek képviselői.

## Céljai
- Megkönnyíteni a jelenlegi és a végzett hallgatók, valamint a felsőoktatásban dolgozó oktatók és kutatók mobilitását;
- felkészíteni a hallgatókat későbbi szakmai pályafutásukra, a demokratikus társadalmi életben aktív állampolgárként való részvételre, támogatni személyes fejlődésüket;
- széles hozzáférést biztosítani magas színvonalú, demokratikus alapelveken és tudomány szabadságán alapuló felsőoktatáshoz.

## Amiről a bolognai folyamat keretében megvalósuló reformok szólnak
- Könnyen áttekinthető és összehasonlítható végzettségek, háromciklusú rendszerbe (Bachelor-Master-PhD) szervezve. A részt vevő országok kidolgozzák nemzeti képesítési keretrendszerüket, amelyek kompatibilisek lesznek az Európai Felsőoktatási Térség Képesítési Keretrendszerével, és tanulási eredményeket fognak meghatározni a három ciklus mindegyikében.
- Az Európai Felsőoktatási Térség Minőségbiztosítási Sztenderdjeivel és Irányelveivel összhangban álló minőségbiztosítás.
- A más országban szerzett végzettségek és egyéb, felsőoktatásban szerzett képesítések fair elismerése, az Európa Tanács/UNESCO Lisszaboni Elismerési Egyezményének megfelelően.

A bolognai folyamat keretében olyan, a szélesebb társadalom szempontjából jelentős területeken is folyik munka, mint a felsőoktatás és a kutatás-fejlesztés/innováció közötti kapcsolatok, a méltányos részvétel a felsőoktatásban és az egész életen át tartó tanulás.
A bolognai folyamat keretein belül több magas szintű értekezletre is sor került, ezeket mindig a vendéglátó ország kormányai szervezték: 2001–Prága, 2003–Berlin, 2005–Bergen, 2007-London, 2009-Leuven, 2010-Bécs-Budapest, 2012-Bukarest, 2015-Jereván, 2018-Párizs.

## Képzési szerkezet
Az alapvető keretrendszer három szintre tagolódik, három egymásra épülő oklevéllel (diplomával), amelyek bachelor (alapképzés), masters (mesterképzés) és doktori fokozathoz vezetnek.
Ezek többnyire 3-4, 1,5-2, illetve 3 évet vesznek igénybe, de a pontos időtartamok nincsenek rögzítve, az egyes szintek befejezése a megszerzendő kreditek számától függ.

## Hatások
- Laczkovich Miklós: Bologna és a tanárképzés Archiválva 2011. augusztus 21-i dátummal a Wayback Machine-ben

### Magyarország
Magyarországon 2005-ben vezették be.